# 鲁道夫·克奇尔
鲁道夫·克奇尔（捷克語：Rudolf Krčil，1906年3月5日—1981年4月3日），捷克男子足球运动员，司职中场。他曾代表捷克斯洛伐克国家队参加1934年国际足联世界杯，结果队伍获得亚军。